# Estoicismo moderno
Estoicismo moderno  es un movimiento intelectual y popular que se inició a finales del siglo XX con el objetivo de revivir la práctica del estoicismo. No debe confundirse con el neoestoicismo, un fenómeno análogo en el siglo XVII. El término «estoicismo moderno» cubre tanto el resurgimiento del interés en la filosofía estoica como los esfuerzos filosóficos para ajustar el  estoicismo antiguo al lenguaje y al marco conceptual del presente. El surgimiento del estoicismo moderno ha recibido atención en los medios internacionales desde aproximadamente noviembre de 2012, cuando se organizó el primer evento de la Semana Anual Estoica.

## Fondo

### Filosofía
El estoicismo moderno surgió como parte de la oleada de interés por la ética de la virtud a fines del siglo XX. "El [...] trabajo de filósofos como Philippa Foot, Alasdair MacIntyre y Martha Nussbaum, entre otros, ha devuelto la ética de la virtud como una alternativa viable al  kantismo -  deontológico y a la  utilitarista." El estoicismo moderno se basa en el pico de publicaciones de trabajos académicos sobre el estoicismo antiguo a finales del siglo XX y principios del XXI. Más allá de eso, el movimiento del estoicismo moderno tiene sus raíces en el trabajo del Dr. Albert Ellis, quien desarrolló una terapia de comportamiento emocional racional, así como Aaron T. Beck, quien es considerado por muchos como el padre de las primeras versiones de Terapia cognitivo-conductual. Viktor Frankl también encontró útil el estoicismo mientras estuvo encarcelado en un campo de concentración nazi durante la Segunda Guerra Mundial; más tarde desarrolló su teoría conocida como logoterapia.
En palabras de Lawrence Becker, «es interesante tratar de imaginar lo que podría haber sucedido si el estoicismo hubiera tenido una historia continua de dos mil trescientos años; si los estoicos hubieran tenido que enfrentarse a Bacon y Descartes, Newton y Locke, Hobbes y Bentham, Hume y Kant, Darwin y Marx». O, como Massimo Pigliucci lo expresa de manera más concisa, «vale la pena considerar lo que significa 'ser un estoico' en el siglo XXI».
La primera obra importante que expuso las premisas clave del estoicismo moderno fue, posiblemente, Un nuevo estoicismo por Lawrence Becker, publicado por primera vez en 1997.

### Psicología y psicoterapia
La filosofía estoica fue la inspiración filosófica original para la psicoterapia cognitiva moderna, particularmente mediada por la terapia racional emotiva conductual (en inglés: Rational Emotive Behavior Therapy, REBT) del Dr. Albert Ellis, el principal precursor de las terapias cognitivo-conductuales (TCC). El manual de tratamiento de terapia cognitiva original para la depresión de Aaron T. Beck afirma, «Los orígenes filosóficos de la terapia cognitiva se remontan a los filósofos estoicos». Una cita muy conocida de Enquiridion fue enseñada a la mayoría de los clientes durante la sesión inicial de REBT tradicional por Ellis y sus seguidores: «No son los eventos los que nos molestan, sino nuestros juicios sobre los eventos». Posteriormente, esto se convirtió en un elemento común en la fase de socialización de muchos otros enfoques de la TCC. La cuestión de la influencia del estoicismo en la psicoterapia moderna, en particular la TREC y la TCC, se describió en detalle en La filosofía de la terapia cognitivo-conductual de Donald Robertson.  Además, varios psicoterapeutas de principios del siglo XX fueron influenciados por el estoicismo, sobre todo la escuela de «persuasión racional» fundada por el neurólogo y psicoterapeuta suizo Paul DuBois, quien se basó en gran medida en el estoicismo en su trabajo clínico y alentó a sus clientes a estudiar pasajes de Séneca el Joven como asignaciones de tarea.

### Como movimiento popular
El movimiento del estoicismo moderno se basa en gran medida en las redes sociales globales y las comunidades en línea. Como E.O. Scott dice: «El estoicismo moderno es realmente un fenómeno de la Web 2.0». Uno de los sitios clave es el sitio web moderno de Stoicism, que alberga el blog Stoicism Today y alberga los eventos Annual Stoic Week (en línea) y Stoicon (fuera de línea). Otro lugar importante es la Nueva Stoa, que se fundó en mayo de 1996 y es posiblemente la primera comunidad estoica duradera en Internet. Tres podcasts clave que hablan sobre el estoicismo aplicado al pensamiento moderno son el Podcast de soluciones estoicas presentado por Justin Vacula, The Practical Stoic Podcast presentado por Simon Drew y The Sunday Stoic de Steve Karafit.
Varios blogs personales exploran el estoicismo, algunos de ellos dirigidos por notables eruditos estoicos (por ejemplo, Massimo Pigliucci, William Irvine, John Sellars) y algunos terapeutas que exploran las aplicaciones estoicas (por ejemplo, Donald Robertson). Han aparecido artículos sobre el estoicismo en sitios web populares. En palabras de EO Scott, «[la] potente combinación de las redes sociales y unos pocos libros y artículos muy publicitados [...] ha lanzado recientemente al estoicismo a una curva de crecimiento exponencial». Hay una variedad de reuniones y grupos estoicos con base en lugares como Australia, Denver, Dublín, Edimburgo, Fremont, Helsinki, Lisboa, Londres, Mánchester, Milwaukee, Nueva York, Orlando, San Francisco, Toronto y Varsovia, entre otros, así como varios «campamentos estoicos» para el estudio y la práctica. Según E.O. Scott, «posiblemente el lugar de reunión más importante e influyente para los estoicos modernos [en línea]» es el «grupo de estoicismo» en Facebook de ~ 40 000 personas (a enero de 2019). El grupo análogo de Reddit ha acumulado ~ 699 000 usuarios (a febrero de 2025). Más allá del anglófono, está el sitio Sztuka życia według stoików dirigido por Piotr Stankiewicz, Stoicyzm Uliczny dirigido por Marcin Fabjański y Centrum Praktyki Stoickiej dirigido por Tomasz Mazur y otros.
Las aplicaciones del estoicismo moderno se informan en todas las industrias. Según Forbes, el pensamiento estoico moderno «encierra una fascinante promesa para los líderes empresariales y gubernamentales que abordan los problemas mundiales en una crisis turbulenta posterior a la recesión». Sin embargo, dos académicos estoicos, Kai Whiting y Leonidas Konstantakos, han advertido contra el uso del «estoicismo de truco de vida» o el «estoicismo de Silicon Valley» como el medio principal para comprender la filosofía estoica. Posteriormente, discutieron el papel del estoicismo en la promoción del cambio en la sociedad, incluso cuando se trata de oponerse a la discriminación de género en el lugar de trabajo. y destacó el hecho de que las mujeres tenían un papel vital en el desarrollo del estoicismo antiguo.
También se han sugerido similitudes entre el estoicismo moderno y la tercera ola del  TCC, y se ha estudiado su potencia en el tratamiento de la depresión. También ha habido interés en aplicar los principios del estoicismo antiguo a la historia del origen humano, Educación ambiental, vegetarianismo y los desafíos modernos del desarrollo sostenible, el consumo material y el consumismo.

## Diferencias entre estoicismo moderno y antiguo

### Problemas con el atractivo de la naturaleza
Los antiguos estoicos sostenían como indiscutible dogma que para vivir una buena vida, era necesario vivir de manera coherente con la naturaleza. Según los antiguos estoicos, la naturaleza era por definición buena, y todo lo que era conforme a la naturaleza se consideraba bueno. Además, los antiguos estoicos tenían una perspectiva teleológica del mundo, es decir, sostenían que todo en el universo estaba organizado a propósito y racionalmente para un buen fin. Sin embargo, esta opinión es mucho más difícil de mantener en la actualidad. Como dice  Becker, «la ciencia presentó desafíos significativos a nuestros puntos de vista metafísicos [estoicos]».: 3  La noción de organización racional del mundo parece mucho más dudosa en el siglo XXI de lo que, presumiblemente, era hace dos milenios. «Cuando nos enfrentamos al universo», escribe Becker, «nos enfrentamos a su indiferencia hacia nosotros y nuestra propia insignificancia hacia él. Aparentemente no nos presta atención, no tiene otro papel que Extra para que desempeñemos, ningún objetivo a seguir».: 11  Se plantean preguntas aún más urgentes cuando nos enfrentamos a nuestro propio reino humano, con el largo y todavía creciente historial de genocidio y atrocidad y el homicidio que siguió. Estos son los principales desafíos para la antigua visión estoica del mundo como un ser racional y esencialmente bueno.
Aparece un problema análogo con la naturaleza humana (en contraste con la naturaleza del universo en su conjunto). La idea de «seguir nuestra naturaleza humana» también plantea serias preguntas. Como lo describe Becker, «es 'natural' encontrar estos rasgos [definitorios] en el carácter y la conducta humanos, pero es igualmente natural encontrar un número significativo de excepciones. Como resultado, ninguna de estas características encaja en la más familiar formas de argumento ético de la naturaleza humana, por ejemplo, (a) que los humanos son por naturaleza X, y que Y es contrario a X, por lo tanto, que Y es contrario a la naturaleza humana; o (b) que X es lo que define la función única ( la esencia) de un ser humano, por lo tanto, florecer como ser humano es sobresalir en X». En este sentido, «seguir la naturaleza humana» tampoco ofrece pautas específicas de conducta. En total, este es uno de los problemas centrales del estoicismo moderno: que en el siglo XXI es mucho más difícil basar nuestro marco ético en la «naturaleza», ya sea la naturaleza universal, cósmica o la naturaleza humana especial.
Becker reconoce este problema y afirma que «la ética estoica estaría mucho mejor sin su lema seguir la naturaleza». Sin embargo, reflexiona que los estoicos, «sin embargo, están demasiado marcados con él como para renunciar a él ahora. Lo mejor que podemos hacer es reinterpretarlo». La reinterpretación que propone es la siguiente:

Seguir la naturaleza significa seguir los hechos. Significa obtener los hechos sobre el mundo físico y social que habitamos, y los hechos sobre nuestra situación en él [...] antes de deliberar sobre cuestiones normativas. Significa enfrentar esos hechos, aceptarlos por lo que son exactamente, ni más ni menos, antes de sacar conclusiones normativas de ellos. Significa hacer ética a partir de los hechos construyendo proposiciones normativas a posteriori. Significa ajustar esas proposiciones normativas para adaptarse a los cambios en los hechos, y aceptar esos ajustes por exactamente lo que son, ni más ni menos. Y significa vivir dentro de los hechos, dentro del ámbito de la norma real más que hipotética.

Este proceso de conocer los hechos sobre el [...] mundo" ocurre en cierta medida (pero no exclusivamente) a través de la ciencia. En palabras de Becker:

«Las ciencias biológicas, del comportamiento y sociales contribuyen a la ética de tres formas importantes: ofrecen una gran cantidad de material que puede utilizarse en los argumentos naturalistas [...], ofrecen teorías explicativas (por ejemplo, de la biología evolutiva ) que ayudan a separar los rasgos relativamente fijos de los transitorios o maleables y ofrecen análisis poderosos y elaborados del aprendizaje, la racionalidad y la elección racional».

El razonamiento ético de un estoico «no puede comenzar hasta que todas las descripciones, representaciones y predicciones relevantes estén a la mano, [...] - hasta que, digamos, el trabajo empírico esté terminado». Este trabajo empírico puede obtenerse mediante el método científico y, por lo tanto, el principio de «seguir los hechos» puede leerse (en algunos contextos) como "no contradecir la ciencia" (que no debe confundirse con el simple «seguir la ciencia», que sería reductivo y engañoso).
Sin embargo, este problema que se plantea con las formas de pensamiento estoico antiguo y estoico moderno sobre la física solo puede atribuirse a Becker y no todos los estoicos modernos encuentran que esto sea un problema. Dado que el campo de la física se redefine constantemente por diferentes leyes y entendimientos, algunos estoicos creen que Becker no estaba tratando de redefinir la naturaleza como la veían los estoicos antiguos, sino como la neostóica definida cuando intentaron combinar el cristianismo y el estoicismo en el siglo XVI. Los estoicos antiguos simplemente creían que había un material activo y pasivo de la naturaleza y que una razón controlaba y se actuaba sobre la razón.

### Virtud, agencia, felicidad
Becker organiza su lectura de la ética estoica en torno al concepto de agencia. El Desarrollo de Virtud [ocurre a través de] la Perfección de la Agencia, o a través de la «agencia ideal» como él lo llama. Esto puede describirse como la creencia en la «primacía inherente de la virtud en términos de maximización de la propia agencia». Esta agencia se entiende en términos de «un equilibrio de control y estabilidad» y se ejecuta con todo lo considerado, es decir, después de haber obtenido la información más detallada sobre los hechos disponibles. La felicidad, desde este punto de vista, también se explica y se logra a través de la agencia. «Sostenemos», esto es Becker nuevamente, «que la felicidad, tal como la entienden los agentes maduros y en forma, es una propiedad de vidas enteras, no de estados mentales transitorios. Sostenemos que solo se puede lograr mediante un equilibrio adecuado de estabilidad y control en el ejercicio de agencia». Y, «este tipo de felicidad con la vida de uno también parece ser una consecuencia psicológica de la agencia saludable [...] La vida de un estoico  sabio está llena de dicha felicidad, como consecuencia de virtud».

### Grados de virtud
En la versión de Becker del estoicismo, varios dogmas del estoicismo antiguo son cuestionados o desafiados. Por ejemplo, la comprensión estoica tradicional de todo o nada de virtud se cuestiona (hasta cierto punto). En el estoicismo antiguo ortodoxo uno era un perfecto  sabio o ningún sabio en absoluto, no había término medio, o en el medio. La antigua virtud estoica no admite grados. Becker prepara el terreno para un enfoque más suave y matizado. «Te puedes ahogar», escribe, «boca abajo en la tranquila superficie del mar con tanta seguridad como en el fondo. [...] Nosotros [es decir, los estoicos modernos] seguimos a colegas posteriores al pensar que estas doctrinas son insostenibles».

### Aspiraciones a la universalidad
Otro dogma de los estoicos antiguos que a veces se cuestiona en el estoicismo moderno es la idea de que las puertas de entrada de la filosofía estoica están abiertas a todos y que vivir una vida estoica es definitivamente la mejor opción para todo ser humano. Becker sugiere que «actuar apropiadamente, como se entiende aquí, es un tipo especial de proyecto de optimización, uno que es lógicamente posible rechazar (que las personas con personalidades compulsivas, obsesivas o adictivas pueden de hecho rechazar). es decir, sólo los agentes sanos, al menos los que están bien encaminados hacia la aptitud en sus poderes deliberativos, no pueden rechazarlo de forma plausible».

### Estoicismo versus aristotelismo
En la visión estoica antigua ortodoxa, no hay absolutamente ninguna condición de entrada para vivir una vida estoica. Uno puede convertirse en un  sabio sin importar las circunstancias: ya sea pobreza, enfermedad, adversidad física, etc. Este tema ha sido tradicionalmente un punto importante de diferenciación entre los estoicos y los  Peripatéticos, quienes sostenían que una cierta cantidad de bienes externos es necesaria para el desarrollo de virtud. Becker parece estar del lado de los aristotélicos en este asunto, diciendo «es plausible [...] concluir, sin embargo, que hay un núcleo identificable de salud física y psicológica que es una condición necesaria de todo desarrollo posterior. Si este núcleo está dañado, también lo está la capacidad para desarrollar la agencia».

### Dicotomía de control
Un concepto importante del estoicismo antiguo es la distinción entre las cosas que están dentro del poder de uno y las que no están dentro de nuestro poder. Si bien muchos estoicos modernos adoptan plenamente este concepto, algunos lo reinterpretan. Por ejemplo, Becker señala que toda la idea de la dicotomía es una simplificación excesiva. Como él mismo dice, «[la] distinción entre las cosas que están bajo nuestro control, o 'depende de nosotros', y las que no lo están es engañosa». En cambio, propone interpretarlo como: «es prudente calibrar la fuerza, la profundidad y la difusión de nuestros apegos a la fragilidad y la fugacidad de los objetos involucrados».
William Irvine va aún más lejos y socava la premisa central de la dicotomía, es decir, que la distinción entre cosas «en nuestro poder» y «no en nuestro poder» es nítida y que no hay una tercera opción. Irvine sugiere la posibilidad de convertir la «dicotomía del control» en una «tricotomía del control». Irvine sostiene que «[podemos] reformular la dicotomía de Epicteto de la siguiente manera: hay cosas sobre las que tenemos un control completo y cosas sobre las que no tenemos ningún control», además de sugerir que «la dicotomía es una dicotomía falsa, ya que ignora la existencia de cosas sobre las que tenemos un control parcial, pero no completo». Pigliucci lo describe de la siguiente manera: «algunas cosas dependen de nosotros (principalmente, nuestros juicios y acciones), algunas cosas no dependen de nosotros (eventos históricos importantes, fenómenos naturales), pero sobre una serie de otras cosas tenemos un control parcial. Irvine reformula la tercera categoría en términos de objetivos internalizados, lo que le da más sentido a la dicotomía original».

### Ascetismo y renunciación
El estoicismo moderno no tiene una posición unificada con respecto a los elementos del  asceta en el estoicismo y en la definición de la actitud del sabio hacia los placeres ordinarios de la vida. Becker menciona «la confusión, tanto entre los estoicos como entre sus críticos» y la «falsa noción de que el ideal estoico es una vida desprovista de los placeres ordinarios, del sexo, la comida, la bebida, la música, la riqueza, la fama, los amigos, etc». Según Becker, esta confusión ocurre porque «los estoicos han afirmado ocasionalmente que, para el sabio, eudaimonia de alguna manera reemplaza la felicidad ordinaria». En esta línea, Stankiewicz argumentó en contra de la «mala interpretación ascética», diciendo que «el estoicismo no es ascetismo y un estoico no es un monje. De hecho, es la escuela de los epicúreos pálidos que se acerca más al ideal de la abstinencia. En el estoico la propuesta es mucho más amplia y se extiende mucho más allá del estrecho pasaje del camino ascético». Por lo tanto, «nosotros [los estoicos modernos] debemos enfrentar la exuberancia, la diversidad y - ¡sí! - la sensualidad de la vida y tenemos que vivir y prosperar dentro de este mundo, aceptándolo como es. A diferencia de un monje, un estoico no esquiva la miríada de diferentes aspectos de la vida terrenal y sensual».
Por otro lado, Kevin Patrick refuta este argumento, ridiculizándolo como «estoicismo hedónico» y diciendo que la posición mencionada «cae en la trampa más común y la mala interpretación, que dado que los externos son indiferentes para nosotros, deberíamos disfrutar de todas aquellas cosas por las que tenemos una propensión». «Los estoicos modernos», concluye, «deberían ser estoicos».
Irvine adopta una postura más modesta y propone un programa de «malestar voluntario». Como él lo describe: 

Al emprender actos de malestar voluntario, por ejemplo, al elegir tener frío y hambre cuando podríamos tener calor y estar bien alimentados, nos endurecemos contra las desgracias que podrían sobrevenirnos en el futuro. Si todo lo que sabemos es comodidad, podríamos traumatizarnos cuando nos veamos obligados a experimentar dolor o malestar, como es casi seguro que algún día lo haremos. En otras palabras, el malestar voluntario se puede considerar como una especie de vacuna: al exponernos a una pequeña cantidad de virus ahora, creamos en nosotros mismos una inmunidad que nos protegerá de una enfermedad debilitante en el futuro.

### Conceptos
- Ética aplicada
- Ética de las virtudes
- Areté
- Eudaimonia
- Oikeiôsis
- Frónesis
- Pneuma (estoico)
- Racionalidad
- Sabio (filosofía)
- Categorías estoicas
- Virtud
- Epistemología de la virtud
- Ética de las virtudes

### Personas
- Nassim Taleb
- Lawrence Becker
- Alasdair MacIntyre
- Martha Nussbaum
- Massimo Pigliucci